# Úrazová nemocnice v Brně
Úrazová nemocnice v Brně je zdravotnické zařízení v Brně, zabývající se traumatologií a chirurgií s nadregionální působností. Sídlí v Zábrdovicích v ulici Ponávka a disponuje 174 lůžky. V jejím areálu je umístěna také klinika traumatologie Lékařské fakulty Masarykovy univerzity, jež s nemocnicí spolupracuje.

## Historie
Plány na vznik úrazové nemocnice v Brně se objevily roku 1928, kdy se Úrazová pojišťovna dělnická pro Moravu a Slezsko v Brně rozhodla postavit moderní hospitalizační traumatologické zařízení. Pětipatrová funkcionalistická budova Jubilejní úrazové nemocnice byla vybudována podle projektu architektů Vladimíra Fischera a Karla Kepky v letech 1931–1933. Otevřena byla v květnu 1933.
Po druhé světové válce byla nemocnice rozšířena vybudováním rehabilitační budovy (architekt Miloslav Kopřiva), která vznikla v letech 1948–1950 v místě sousedního domu zničeného válečným bombardováním. V roce 1954 se nemocnice změnila ve Výzkumný ústav traumatologický. Po roce 1990 získala současný název a její součástí se stala i další sousední budova v ulici Ponávka. Roku 2015 byl v areálu nemocnice otevřen nový pavilon Emergency.
Od roku 1948, po zrušení Úrazové pojišťovny, spravovala nemocnici Okresní národní pojišťovna a od roku 1953 Městský ústav národního zdraví. Po sametové revoluci byla nemocnice do roku 2008 státní příspěvkovou organizací, od roku 2009 je příspěvkovou organizací statutárního města Brna.